# Bratsch
Bratsch foi uma comuna da Suíça, no Cantão Valais, com cerca de 490 habitantes. Estendia-se por uma área de 6,2 km², de densidade populacional de 79 hab/km². Confinava com as seguintes comunas: Erschmatt, Gampel, Leuk, Turtmann. 
A língua oficial nesta comuna era o Alemão.

## História
Em 1 de janeiro de 2009, passou a formar parte da comuna de Gampel-Bratsch.